# Stara Sławogóra
Stara Sławogóra – wieś sołecka w Polsce, położona w województwie mazowieckim, w powiecie mławskim, w gminie Szydłowo.
| SIMC    | Nazwa             | Rodzaj    |
| ------- | ----------------- | --------- |
| 1055960 | Sławogóra-Kolonia | część wsi |

W latach 1975–1998 miejscowość administracyjnie należała do województwa ciechanowskiego.

## Historia
W Słowniku historyczno – geograficznym ziem polskich w średniowieczu, na stronie 280 o miejscowości (oddalonej o 6 kilometrów od Mławy) Sławogóra Stara, czytamy, cyt.: W 1506 roku Andrzej Kostka[1], s. Jana i Elżbiety z Kraszewa, fizyk i medyk otrzymuje od kapituły płockiej m.in. dziesięcinę snopkową ze wsi Sławogóra Stara. (UKP nr 534; Kap. P 50, 71v).